# 中央園區站
中央園區站（英語：Central Park）是一個位於愛爾蘭都柏林鄧萊里-拉斯當郡的都柏林轻轨站，在2010年通車，為綠線南行方向延伸路線往新娘峡谷站的車站之一。
中央園區車站附近是一個同名的商業園區，車站另一側是萊奧帕斯敦公園醫院，從這站亦可步行至萊奧帕斯敦馬場。